# História do Amapá

Bandeira do Amapá

A História do Amapá tem início antes mesmo do Descobrimento do Brasil.

## Povoamento indígena
A região do atual estado do Amapá foi, anteriormente à chegada dos primeiros exploradores europeus no século XVI, originalmente povoada por grupos indígenas das etnias waiãpi, palikur (no norte e noroeste), maracá-cunani e tucuju (ambos extintos; no sudeste amapaense), incluídos nos troncos linguísticos aruaque e caribe. Vestígios da ocupação humana pré-colombiana podem ser verificados nos sítios arqueológicos de cerâmicas maracá-cunani e no Parque Arqueológico do Solstício a "Stonehenge do Amapá", em Calçoene, que data de pelo menos 2.000 anos.
O Amapá era bastante populoso na América do Sul no período pré-Colonial devido as áreas para plantio, onde se desenvolveram técnicas milenares. Usavam artefatos de madeira para erguer montes de terras circulares sobre as regiões alagadas, como nos municípios de Calçoene, Amapá, Pracuuba e Oiapoque. Promovendo sistemas de produções agrícolas avançados; que também eram realizados no Suriname e na Bolívia.

## Chegada dos europeus
- Vicente Yáñez Pinzón, em fevereiro de 1500.
- Daniel de La Touche, Senhor de la Ravardière.

Em sua obra "A Descoberta da Guiana", o navegador e explorador britânico sir Walter Raleigh descreveu uma "Província da Amapaia" como uma terra "maravilhosa e rica em ouro", povoada por indígenas chamados "anebas" que teriam presenteado o espanhol Antonio de Berreo com várias joias daquele metal: 
| “ | A Província da Amapaia é um terreno muito plano e pantanoso próximo ao rio; e por causa da água barrenta que se espraia em pequenas ramificações por entre a terra úmida, lá crescem vermes e serpentes venenosas. (...) Berreo esperava que a Guiana fosse mil milhas mais próxima do que calhou de ser ao final; por meios dos quais suportaram tanta carência e tanta fome, oprimidos com doenças dolorosas, e todas as desgraças que se pode imaginar, perguntei àqueles na Guiana que haviam viajado pela Amapaia, como sobreviveram com aquela água parda ou rubra quando andaram por lá; e disseram-me que após o sol estar no meio do céu, eles costumavam encher seus potes e pás com aquela água, mas antes disso ou até o crepúsculo era perigosa de beber e, à noite, forte veneno. | ” |

Raleigh narra ainda como o rival espanhol tentou sair da região para tomar a cidade mítica de Eldorado (que então se acreditava ficar na Guiana) e não conseguiu, barrado pelo que seria hoje chamada de Serra Tumucumaque:
| “ | Desta província Berreo se apressou em sair tão logo a primavera e o início do verão aparecera, e buscou sua entrada nas fronteiras do Orinoco pelo lado sul; mas lá havia uma cordilheira de montanhas tão altas e impenetráveis, que ele não pôde por modo algum marchar sobre elas (...); e mais, para sua desvantagem, os caciques e reis da Amapaia haviam dado saber de seu propósito aos guianeses, e que ele queria saquear e conquistar o império, por esperar sua tão grande abundância e quantidade de ouro. Ele passou pelas desembocaduras de vários grandes rios que caem no Orinoco tanto do norte quanto do sul, que evito listar, por enfado, e porque são mais prazerosos de descrever do que de ler. | ” |

Embora várias destas características sejam condizentes com o território do Amapá, no entanto a interpretação da historiografia oficial situa esta terra de "Amapaia" junto ao vale do rio Orinoco, no leste da Venezuela.

## O período colonial
Durante a Dinastia Filipina (1580-1640), estabelecida a presença portuguesa em Belém do Pará a partir de 1616, iniciou-se a luta pela ocupação e posse da bacia amazônica, que perdurou cerca de meio século pelas armas, e mais de dois séculos pela diplomacia.
Em 1619, Manuel de Sousa d'Eça foi designado para servir na Capitania do Pará, no Estado do Maranhão, por três anos. As suas funções incluíam a "(...) expulsão do inimigo do Cabo do Norte, e mais descobrimentos (...)", para o que requeria homens, armas e equiiversos. O memorial que apresentou a respeito, detalha a situação estratégica da embocadura do rio Amazonas à época, descrevendo as atividades estrangeiras e sugerindo as providências mais urgentes a serem tomadas pela Coroa.
O Aviso de 4 de novembro de 1621 do Conselho da Regência de Portugal, recomendava que se tomassem as medidas necessárias com o fim de povoar e fortificar a costa que se estendia do Brasil a São Tomé da Guyana e bocas do [rio] Drago [na Venezuela], e os rios daquela costa.
Finalmente, a partir de 1623, Luís Aranha de Vasconcelos e Bento Maciel Parente, tendo como subordinados Francisco de Medina, Pedro Teixeira e Aires de Sousa Chichorro, com forças recrutadas em Lisboa, no Recife, em São Luís do Maranhão e Belém do Pará, apoiadas por mais de mil índios flecheiros mobilizados pelo frade franciscano Cristóvão de São José, atacaram e destruíram posições inglesas e neerlandesas ao longo da embocadoura do rio Amazonas, na ilha de Gurupá e na ilha dos Tocujus. Como consequência, seis fidalgos ingleses foram mortos, os fortes neerlandeses de Muturu e Nassau foram destruídos, centenas de combatentes mortos ou capturados, provisões, armas, munições e escravos da Guiné foram apresados, e um navio neerlandês afundado.
Dois anos mais tarde, em 1625, Pedro da Costa Favela, Jerônimo de Albuquerque e Pedro Teixeira, com destacamentos de Belém e Gurupá, reforçados por algumas centenas de indígenas chefiados pelo franciscano Frei Antônio de Merciana, destruíram novos estabelecimentos na costa do Macapá e no rio Xingu. O Macapá era a designação genérica da região compreendida entre a foz do rio Paru e a margem esquerda da foz do rio Amazonas, abrangendo quatro províncias de indígenas ali aldeados por missionários franciscanos, entre elas a chamada Província dos Tocujus.
Em 1637, o Rei Felipe IV de Espanha e III de Portugal concedeu a donataria da Capitania do Cabo Norte a Bento Maciel Parente. A doação foi registrada no livro Segundo da Provedoria do Pará.
Até meados do século XVII foram registrados choques entre portugueses, neerlandeses e britânicos no delta do Amazonas e na Capitania do Cabo Norte. No século XVIII, a França reivindicou a posse da região do Cabo Norte, e embora o Tratado de Utrecht (1713) tenha estabelecido os limites entre o Estado do Maranhão e a Guiana francesa, estes não foram respeitados pelos franceses: o problema da posse da região permaneceria pendente nas relações entre as duas Cortes.
À época, o governador de Caiena, marquês de Férolles, à frente de uma força expedicionária francesa e indígena, arrasou os fortes portugueses na região do Cabo Norte e apossou-se da região. Foram logo expulsos.

## Invasão portuguesa na Guiana Francesa

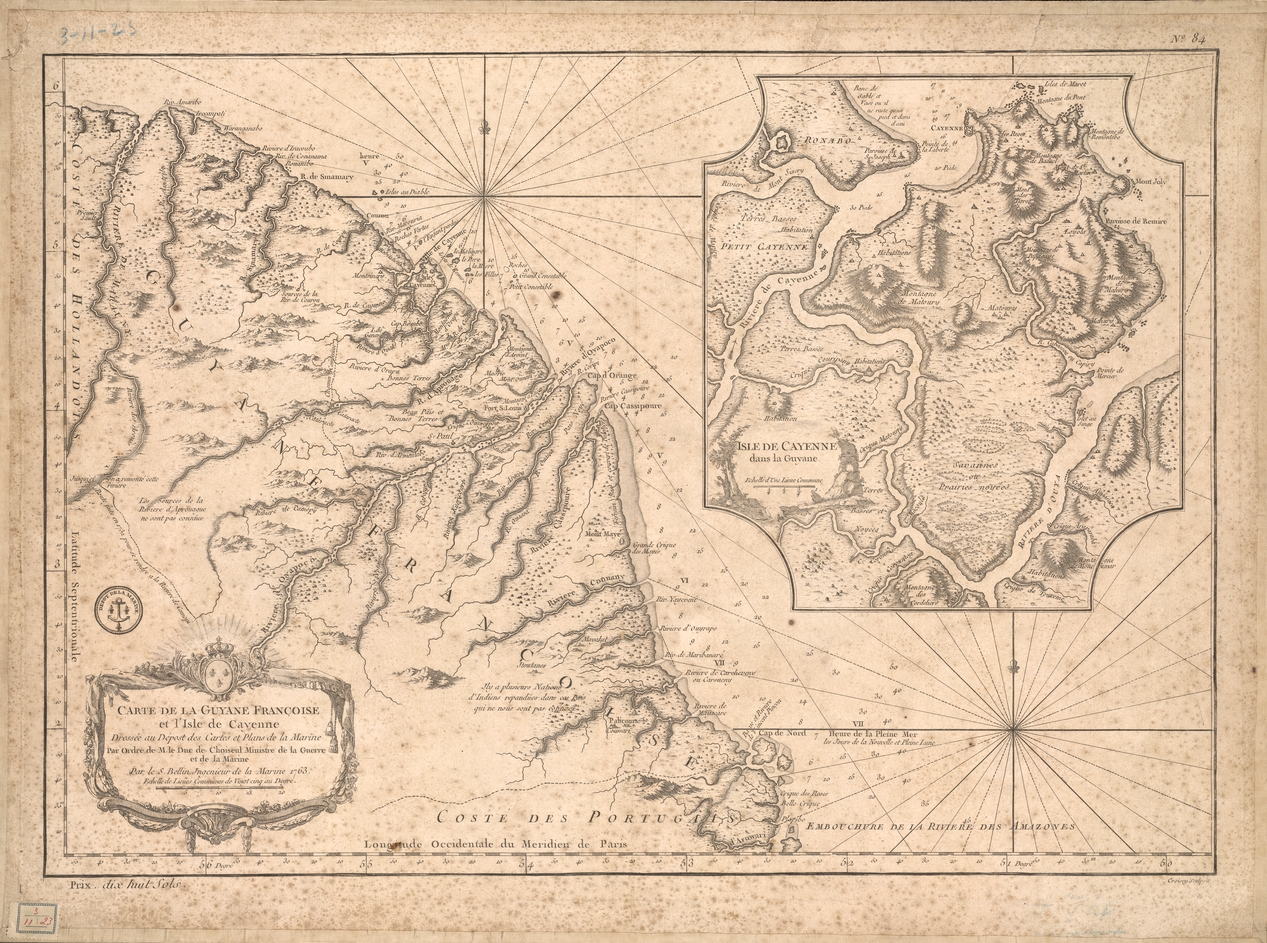
Mapa da Guiana Francesa e Ilha de Caiena, de 1763.

### Litígio Franco-amapaense (1713-1809)
Mesmo após o estabelecimento da fronteira entre o Estado do Maranhão e a Guiana Francesa pelo Tratado de Utrecht, a França não aceitava, fazendo com que a posse da região ficasse pendente entre as cortes.
Com a ascensão Napoleônica na Europa, no dia 10 de agosto de 1797 em Paris, Napoleão Bonaparte determina como limite entre a Guiana Francesa e o Estado do Brasil o rio Calçoene. Novamente, em 1801, redefine como novo limite o rio Araguari através do Tratado de Badajós, confirmado pelo Tratado de Amiens em 1802. Assim, anulando os tratados anteriores, como a de Utrecht.

### Invasão portuguesa a Guiana (1808-1809)
No contexto da Guerra Peninsular, em 1806 houve a aplicação do Bloqueio Continental imposta pela França. Portugal recusava-se a aderir devido à aliança com a Inglaterra, ocasionando numa invasão francesa. Em 1808, a família real portuguesa (a Rainha Maria I e sua corte) se muda para o Brasil, transferindo a sede da monarquia lusa para o Rio de Janeiro. Como represália, a Coroa portuguesa autoriza a ocupação da área demarcada pelos franceses (o atual Amapá), e a invasão da Guiana Francesa pelas forças luso-brasileiras, com o apoio da Grã-Bretanha.
O contingente Português consistia de 750 soldados regulares do Exército colonial do Brasil,  liderados pelo tenente-general Manuel Marques e 550 soldados regulares da infantaria naval da Marinha colonial do Brasil e vários navios de guerra para agir como transportes e prestar apoio de artilharia em mar.
Por terra, a expedição partiu do Pará, compostos por macapaenses e magazanenses. Enquanto que pelo mar eram apoiados pela esquadra da Marinha Real Britânica, comandada por James Lucas Yeo, chefe das forças navais. Os fuzileiros-marinheiros estavam sob o comando de Luís da Cunha Moreira, que foi o primeiro ministro da Marinha do Brasil independente. Os defensores franceses foram enfraquecidos por anos de bloqueio e só conseguiram reunir 400 da infantaria regular e 800 da milícia não confiável, formado em parte da população negra livre do território.
Como uma resistência o resultado foi inconsistente e apesar das fortificações fortes de Caiena, o território caiu dentro de uma semana. O primeiro combate foi travado em 15 de dezembro, às margens do rio Aproak, duas embarcações francesas foram apreendidas. Algumas semanas depois as tropas inglesas e portuguesas partiram para conquistar as principais fortificações francesas no rio Maroni. A tropa sitiou a capital, Caiena, cujo governador Victor Hughes se rendeu sem resistência, em 12 de janeiro de 1809, assinando em Bourda a rendição.

### Ocupação de Caiena (1809-1817)

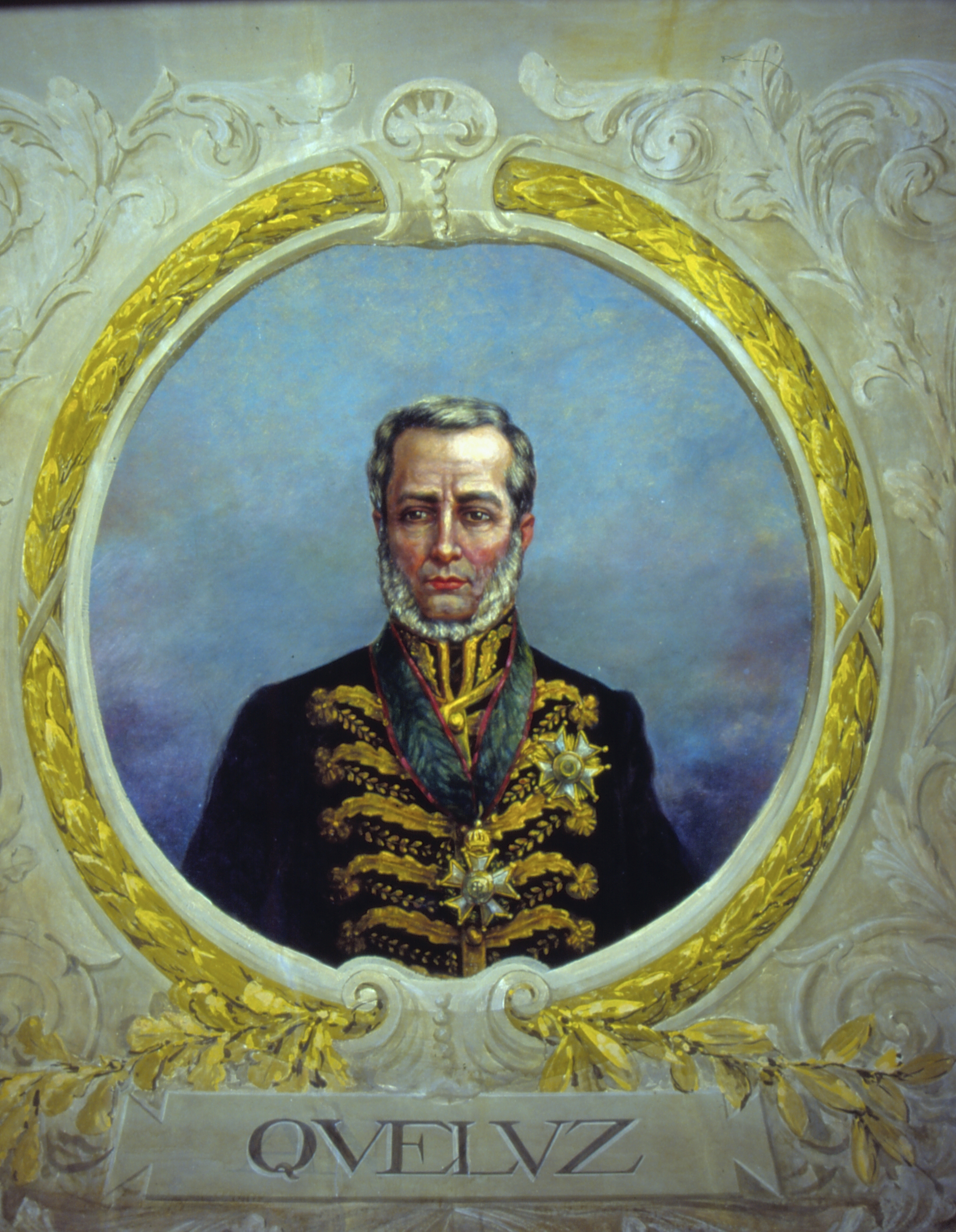
João Severiano Maciel da Costa, futuro marquês de Queluz.

A Guiana Francesa esteve sob domínio português de 14 de janeiro de 1809 a 21 de novembro de 1817, tendo sido seu governador João Severiano Maciel da Costa, com a designação de Colônia de Caiena e Guiana.
Havia na região de Caiena, um famoso complexo agrícola mantido pela coroa francesa, mais conhecida como La Gabriele. Além de ser uma das principais fontes de renda da colônia, reunia todas as espécies vegetais almejadas pelos portugueses. Em abril de 1809, Rodrigo de Sousa Coutinho, responsável pelos hortos brasileiros, mandou providenciar transporte para enviar a maior quantidade possível de todas as árvores de especiaria para o Jardim Botânico do Rio de Janeiro. No total, 82 espécies foram embarcadas em seis caixas.

### Devolução do território (1817)
Em 1814, com a derrota de Napoleão, a posse da colônia voltou a ser reivindicada pelo governo francês, agora sob o domínio de Luís XVIII. Porém os termos da proposta francesa não foram aceitos por Dom João VI e a questão passou a ser discutida pelo Congresso de Viena no ano seguinte. Nessas negociações, a França concordou em recuar os limites de sua colônia até a divisa proposta pelo Governo português, fixando a fronteira entre os dois territórios.
Entretanto, somente em 1817, como resultado do Tratado de Viena, os portugueses deixaram Caiena com a assinatura de um convênio entre a França e o novo Reino Unido de Portugal, Brasil e Algarves. Onde João Severiano passou o governo ao conde Carra de Saint-Cyr, general de Luís XVIII.

## Cabanagem

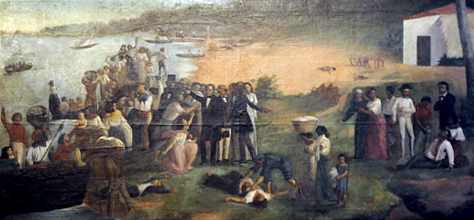
Cólera Morbus, do pintor Pedro Chaves da Motta, tela de 1858. Retrato da precariedade que se encontrava o Grão-Pará no período da revolta.

A Cabanagem foi uma revolta popular e social que aconteceu na antiga Província do Grão-Pará, onde abrangia os atuais estados do Pará, Amazonas, Amapá, Roraima e Rondônia, no período regencial do Brasil Império. Inicialmente receberam ajuda das oligarquias paraenses, pois estavam insatisfeitas com a falta de participação nas decisões do governo provincial. A revolta estendeu-se de 6 de janeiro de 1835 a 1840, comandada por Félix Clemente Malcher, Antônio Vinagre, Francisco Pedro Vinagre, Eduardo Angelim e Vicente Ferreira de Paula.

### Primórdios da revolta
Após o presidente da província, Lobo de Sousa ser morto a tiros por um índio tapuio, os revoltosos liderados por Félix Malcher e Antonio Vinagre tomaram o poder. A notícia chegou a Macapá através do sub-comandante da Fortaleza de São José, Francisco Pereira Brito, que fora a Belém atrás do pagamento dos soldados macapaenses que estavam a sete meses sem receber. Em abril de 1835 a Câmara da vila decidiu não aceitar a nova moeda, e assim tanto Macapá quanto Regeneração (atual Mazagão Novo) foram contra o governo Cabano.

### A resistência das vilas
Após as rebeliões em Belém, Clemente Malcher assume o poder, porém negocia com a regência e acaba sendo deposto por Francisco Pedro Vinagre, que comete a mesma atitude e entrega o poder a Manuel Jorge Rodrigues em troca de anistia aos revolucionários e outras ações de cidadania. Muitos destes descontentes e desacreditados do cumprimento do acordo, não entregaram as armas e refugiaram-se no interior. Como previsto, Jorge não cumpre o acordo e acaba mandando prender Francisco Vinagre, e manda reforços às vilas e cidades do Grão-Pará.
Ainda em 1835, formou-se uma comissão de cinco membros em 23 de abril na Câmara de Macapá onde apresentaram o plano de defesa, que ficou sob a responsabilidade do capitão José Joaquim Romão, do juiz municipal Manuel Gonçalves de Azevedo, o capitão da guarda nacional Francisco Barreto e o promotor Estácio José Picanço. Aprovou ainda a organização de uma cavalaria de 20 homens, reparo nos armamentos da fortaleza e embarcações para proteção pelo rio Amazonas. Regeneração , que também estava contra, destacou uma embarcação pelo rio Mutuacá, onde combateram os cabanos quando tentaram entrar no povoado.

### Apoio de franceses aos cabanos
Com a revolta crescendo no Grão-Pará, muitas pessoas se refugiaram em Caiena. O governador da Guiana Francesa, Jean Jubelin, pretendia expandir o território francês até a área do litigio,sob a justificativa de haver a necessidade de proteger os colonos residentes franceses residentes na área, pois havia o temor que fossem massacrados pelos rebeldes paraenses. Segundo os jornais, os revoltosos haviam assassinado um grande número de brancos no Pará e poderiam querer fazer o mesmo na Guiana.
Somente no dia 29 de agosto de 1836, o novo governador, Laurens de Choisy, comunica ao barão de Cassapava que, nos termos do Tratado de Amiens resolveria ocupar a região do rio Oiapoque até o rio Araguari. Em Paris, o embaixador Araújo Ribeiro conseguiu ordem para evacuação do território, que foi feito em 10 de julho de 1840. Havia também franceses vindos de Caiena que realizavam comércio com os índios desde o século XVII na região. Eles auxiliaram alguns grupos de cabanos com armas, mas essa ajuda foi limitada.

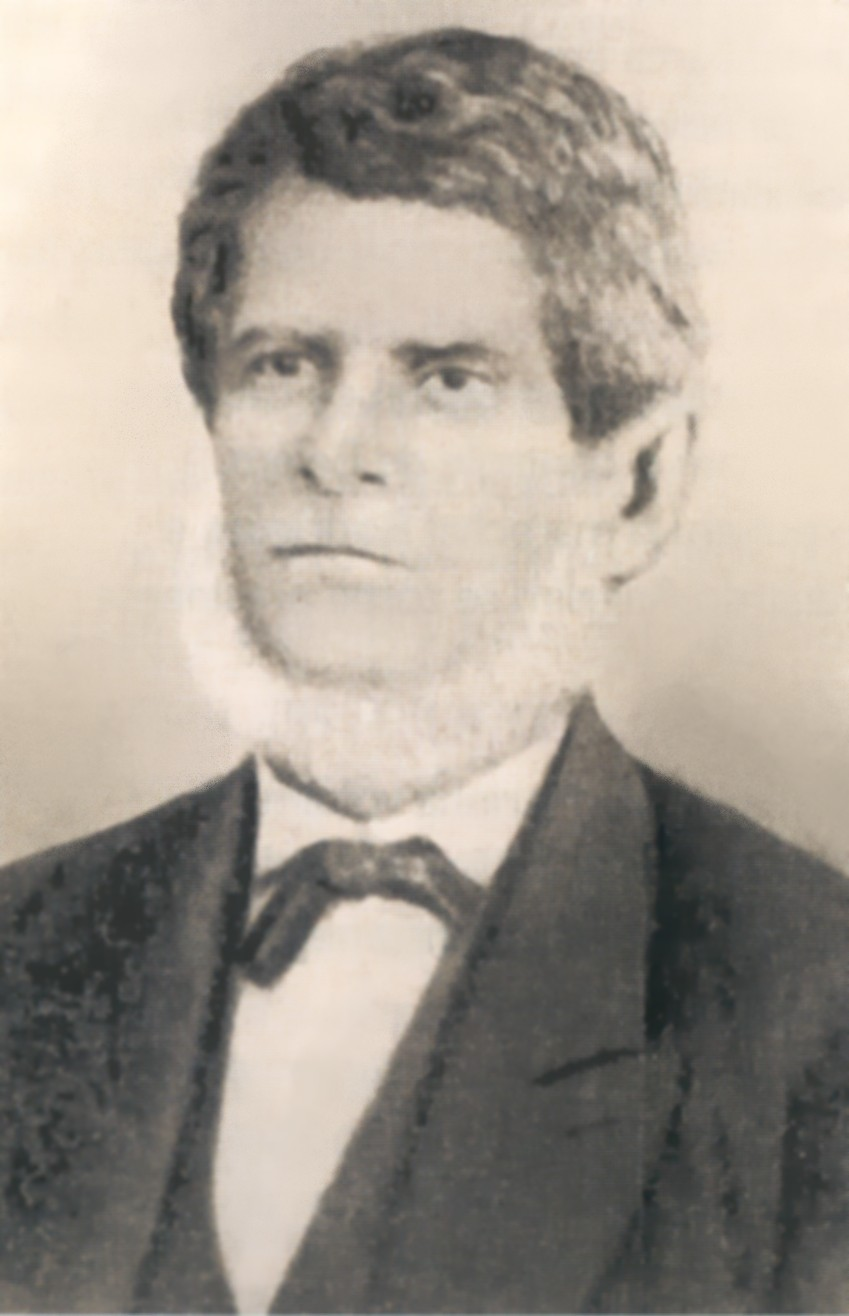
Retrato de Eduardo Angelim, por volta de 1850. O revolucionário se tornou um dos principais líderes da Cabanagem.

### A retomada do poder
Após a prisão de Francisco Vinagre, os revoltosos liderados por Antônio Vinagre e Eduardo Angelim, resolveram atacar Belém no dia 9 de agosto de 1835. Mesmo com a morte dos irmãos Vinagre, os cabanos retomam o poder. Angelim assumiu a presidência em 7 de novembro, e durante dez meses, a elite se viu atemorizada pelo controle cabano sobre a província. Após a posse, tomou medidas como a expropriação e centralização de todo o comércio, e a proclamação de independência do Grão-Pará.
Diante da vitória das forças de Angelim, o império reagiu e nomeou, em março de 1836, o brigadeiro Francisco José de Sousa Soares de Andrea como novo presidente do Grão-Pará, autorizando a guerra total contra os cabanos. Com seu poderoso aparato militar, ataca Belém e a ocupa em 13 de maio. Por consequência os cabanos fugiram novamente para o interior, e  Soares de Andréa inicia a campanha pró-retomada perseguindo os revoltosos.

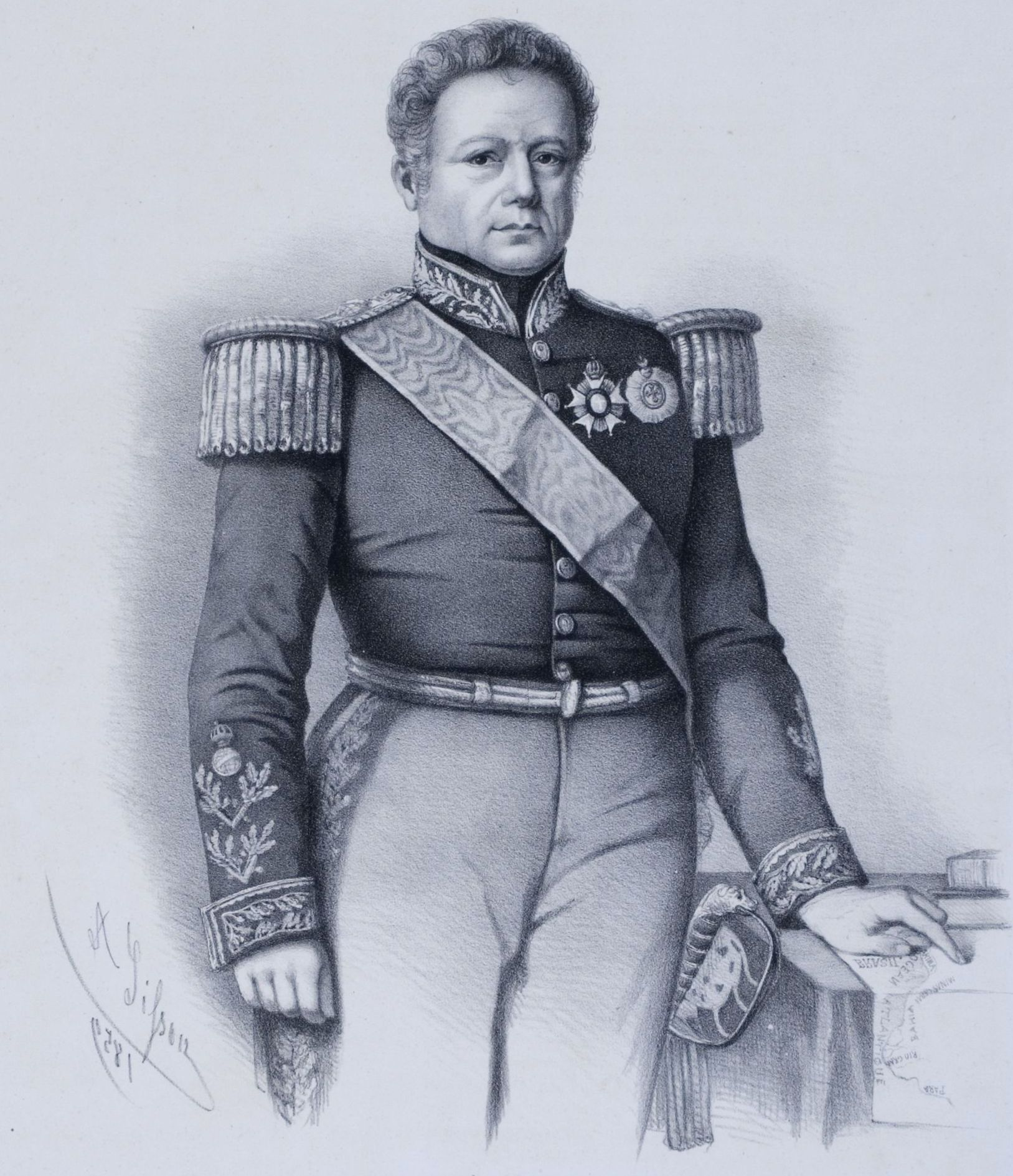
O brigadeiro Soares de Andreia, conhecido como Barão de Caçapava, foi nomeado como presidente da província do Grão-Pará. Após combater os Cabanos, retirou-se para conter outras rebeliões no Brasil.

A Câmara de Macapá nomeou o major Francisco de Siqueira Monterozzo Mello da Silveira Vasconcellos em setembro de 1835 à responsabilidade da proteção da vila contra a invasão dos rebeldes. Monterozzo foi o principal combatente em Macapá, realizou expedições, organizou planos de defesa e costumava enviar relatorias ao governador da província relatando o cotidiano e os combates que haviam.Em um desses, mencionou a aparição de embarcações norte-americanas na região que pretendiam realizar trocas de armas por produtos naturais da região.
No dia 15 de abril de 1836, saiu uma expedição de Macapá, comandada pelo alferes Brito, destinada a desalojar os cabanos do arquipélago do Bailique. Somente em 29 de maio, os revoltosos foram derrotados. No mês de novembro houve embate com os cabanos que tentaram se refugiar pelo interior de Macapá e próximo de Mazagão.Houve combate entre as forças macapaenses e mazaganistas contra os rebeldes, que resultou na vitória da resistência.

### O combate aos cabanos
Em fevereiro, quatro navios de guerra se aproximavam de Belém, prontos para atacar a cidade, tomada pela desordem, fome e varíola. Foi realizado um bloqueio naval na cidade pelo brigadeiro Soares de Andrea, que atracou sua esquadra em frente a Belém. Os cabanos insurgentes escapavam pelos igarapés em pequenas canoas, enquanto Eduardo Angelim e alguns líderes negociavam a fuga. Angelim conseguiu furar o bloqueio naval e se refugiou no interior, e em outubro de 1836, foi capturado numa tapera na selva, ao lado de sua mulher. Foi julgado no Rio de Janeiro e mandado para prisão de Fernando de Noronha.
Alguns dos oficiais subordinados ao major Monterozzo, baseados em fatos meramente circunstanciais, passaram a acusá-lo de favorecimento aos cabanos. Os fatos culminaram em um motim ocorrido em julho de 1839. Na noite do dia 9 para 10, alguns oficiais se rebelaram e depuseram o seu comandante, estipulando aí um comando alternativo. Mas este comando só durou alguns dias.O governador Bernardo de Souza Franco, enviou  reforços militares, normalizando a situação.

## Oiapóquia e Pinsônia

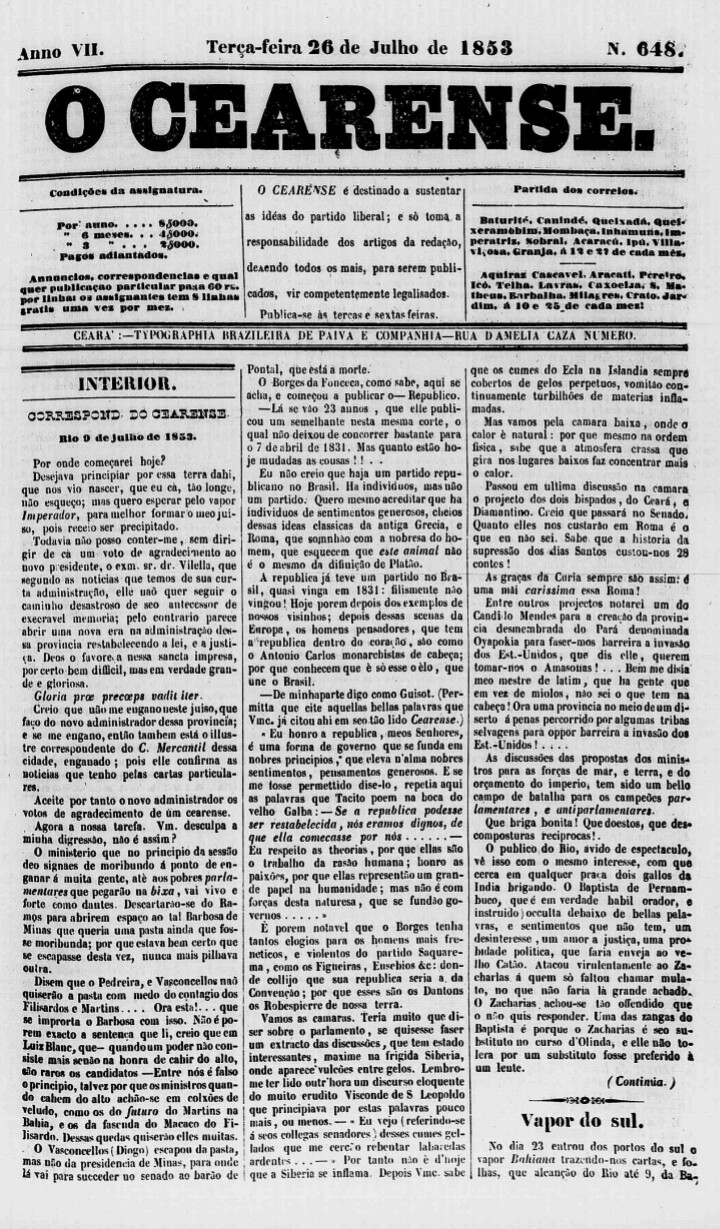
Edição do jornal O Cearense de 26 de julho de 1853. A reportagem menciona que o objetivo do Oiapóquia seria evitar uma "invasão" norte-americana à Amazônia.

### Província de Oiapóquia (1853-1859)
Com a independência do Brasil em 1822, as capitanias foram divididas inicialmente em 18 províncias : Alagoas, Bahia, Ceará, Espírito Santo, Goiás, Maranhão, Mato Grosso, Minas Gerais, Grão-Pará, Paraíba, Pernambuco, Piauí, Rio de Janeiro, Rio Grande do Norte, São Pedro do Rio Grande do Sul, Santa Catarina, São Paulo e Sergipe.
Na metade da década de 1840, se via a necessidade de uma divisão na região amazônica para prover a segurança das fronteiras, que eram extensas e se encontravam abandonadas. No mesmo período ocorreu a revolta da Cabanagem, que por consequência, ocasionou o surgimento da Província do Amazonas em 1850.
A decisão do Imperador do Brasil de criar a província animou os defensores de uma divisão mais substancial da Amazônia. Entre os quais se encontrava o geógrafo e senador pelo Maranhão, Cândido Mendes de Almeida, que no dia 1 de julho de 1853 propôs um projeto na Assembleia Geral Legislativa, no Rio de Janeiro, de criação de uma província ao extremo norte do Brasil, que compreendesse as terras e águas entre o rio Nhamundá e o Atlântico, sendo nomeada de “Oyapókia”, cuja capital seria a vila de Macapá.
Enquanto o projeto tramitava no parlamento, a vila de Macapá foi elevada à categoria de cidade pela lei provincial Nº 261 de 6 de setembro de 1856. Essa resolução do governador do Pará, tenente-coronel Henrique Beaurapaire-Rohan, que, inclusive esteve participando das solenidades, foi entendida pelos macapaenses como providência necessária para viabilizar a autonomia. A escolha da cidade por Cândido Mendes para se tornar capital, se deu por uma questão geográfica, onde o senador menciona:
| “ | (...) entendemos que uma das primeiras necessidades era o olharmos com o mais serio interesse para o territorio septentrional que possuimos banhado pelo Amazonas, terreno importante pela magnifica posição que occupa, de que o ponto mais notavel he sem duvida o da cidade de Macapá, seja em relação ao comercio, seja aos futuros destinos de nosso paiz | ” |

A demora de uma decisão por parte do parlamento levou as populações de Macapá e Mazagão, em 1859, a enviar-lhe um documento pleiteando a aprovação do projeto de Cândido Mendes para a criação da Província. O apelo foi inútil, fazendo com o que o senador retirasse o projeto do parlamento e buscasse atrair o apoio de outros setores da sociedade brasileira para seus estudos sobre a questão.

### Província de Pinsônia (1868-1880)

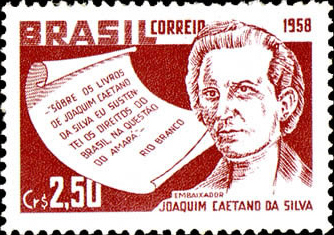
Face do diplomata e professor Joaquim Caetano da Silva num selo postal de 1958. Influenciado pelo projeto de Cândido Mendes, publicou em 1861 o livro "Oiapóquia e o Amazonas" em Paris. Também defendeu as posições brasileiras na questão do limítrofe com a Guiana Francesa, na região chamada "Contestado do Amapá".

Em 1868, Cândido Mendes publica o “Atlas do Império do Brazil” dedicada a instrução pública, reforçando a ideia de uma nova geopolítica. Composto por 27 grandes mapas coloridos e em grandes escalas diversas, sendo o primeiro deles o mapa-múndi. Dentre as divisões das províncias foi mencionada a demarcação de “Pinsônia”. Em 1868, o senador fez menção da ineficiência do sistema adotado na época, onde cita:
| “ | Mas o vago que ora existe, ou a base simples da população torna-se o mais deficiente dos systemas para organização dos territorios em qualquer paiz. Da maneira por que actualmente em nossas provincias se dividem os territorios, só vemos simile nos Estados Asiaticos, ou de civilização a mais atrasada | ” |

Em 23 de setembro de 1873, Cândido Mendes volta a Assembleia novamente com o projeto Oiapóquia. A principal alteração foi o nome, que havia sido modificado para “Província de Pinsônia” em homenagem ao navegador Vincente Pinzón. A nova representação feita foi assinada por 387 macapaenses, rebatendo os argumentos usados pelos opositores paraenses que se baseavam na ideia de que  as terras de Macapá apresentavam diversos perigos à saúde, como as frequentes febres palustres, águas paradas em pântanos e lagos, córregos e igarapés contaminados por seiva venenosa de assacuseiro.

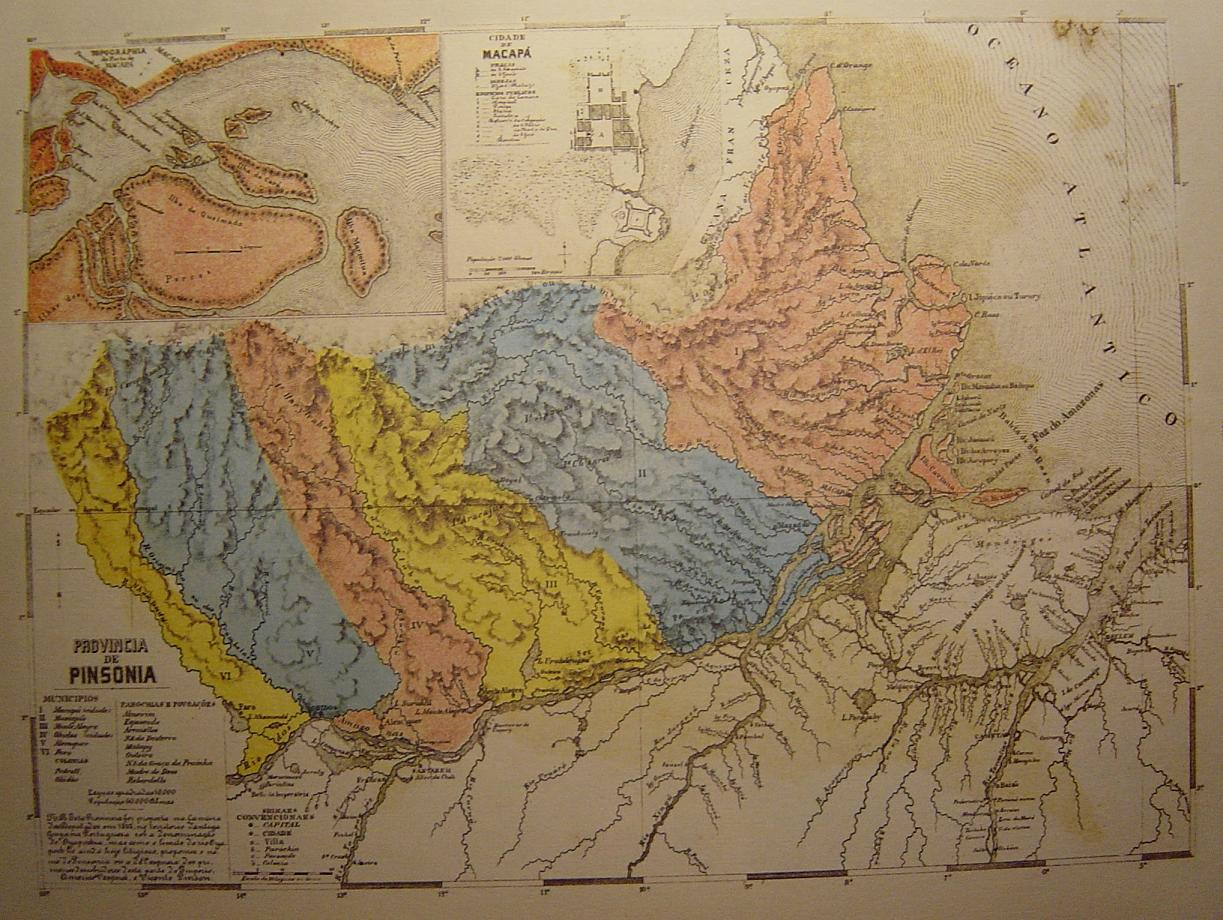
Localização do Província de Pinsônia no mapa do Cândido Mendes de 1868.

Os apoiadores do projeto esclareceram que Macapá não possuía pântanos nem áreas pantanosas, e era cortada por dois igarapés; destacavam também que nas várzeas não havia assacuseiros. As  endemias e  febres eram causadas pela falta de higiene das casas e a inexistência da coleta de lixo urbano. O texto terminava destacando o descaso da Assembleia Legislativa Provincial do Pará em relação às necessidades da cidade, pois a manutenção dos prédios públicos (casa de alfândega, cadeia, casa da câmara e matriz) era feita exclusivamente pelos assinantes. Porém, não obtiveram êxito.
Em 1876, o coronel Fausto de Souza propôs dividir o Brasil em 40 províncias. E toma para si o projeto do Cândido Mendes sobre a Pinsônia, onde publica em 1880 uma nova divisão territorial na Amazônia constituída de 9 províncias: Japurá, Solimões, Madeira, Rio Negro, Amazonas, Tapajós, Xingu, Grão-Pará e Pinzônia. Esta última constituída pelas terras amapaenses, onde a capital novamente seria Macapá. Na justificativa de seu projeto, afirmou ser a política-administrativa amazônica, a causa determinante da decadência socioeconômica regional.

## Contestado Franco-brasileiro

### A origem do Contestado (1840)

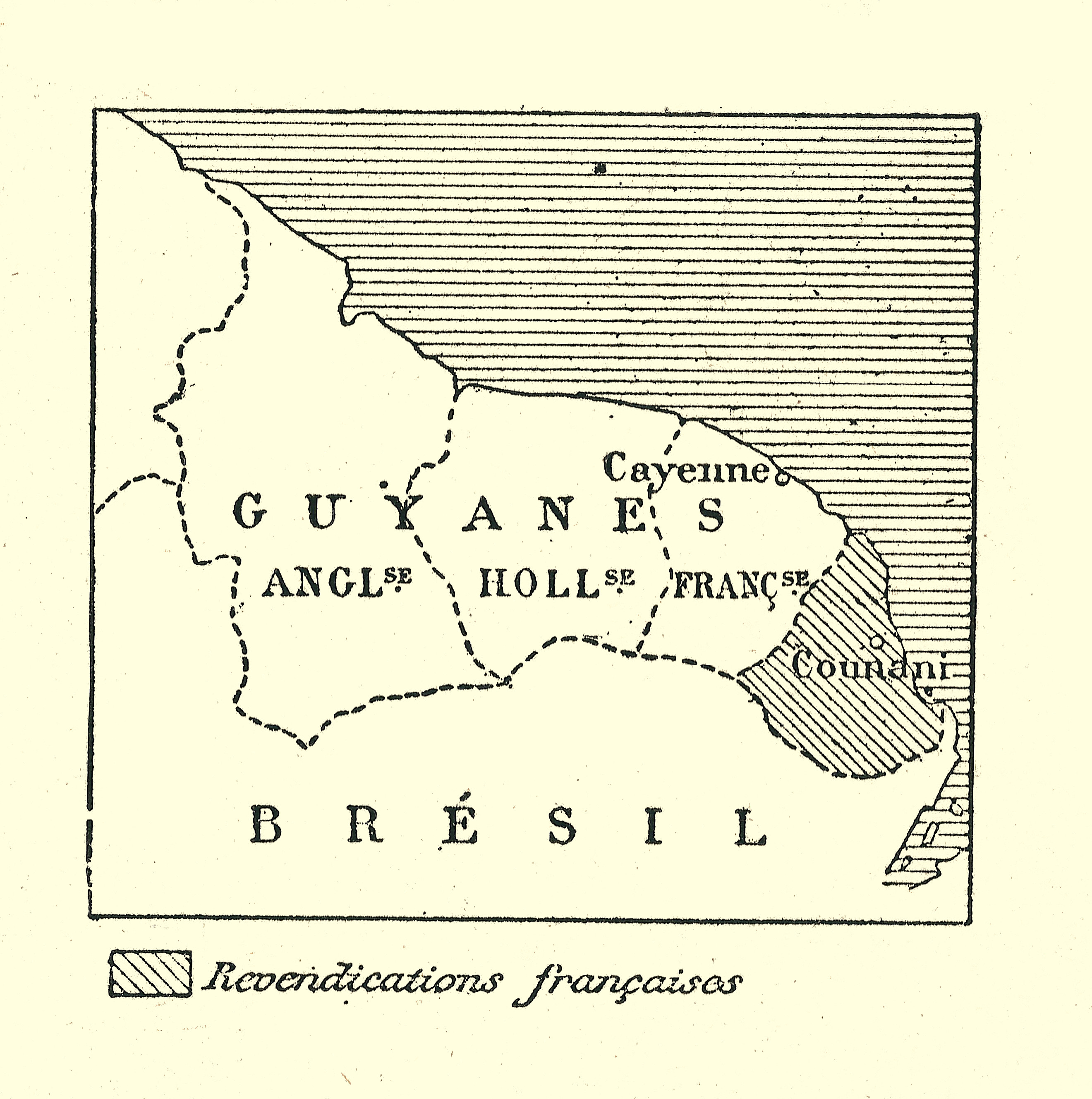
Mapa de 1893 mostrando a área listrada que era o litígio entre a Guiana Francesa e o Amapá.

Durante a revolta da Cabanagem, em 1836, os franceses construíram um forte na margem direita do rio Oiapoque, em território oficialmente brasileiro, para proteger a Guiana Francesa dos tumultos decorrentes da revolução paraense. Após as tropas francesas recuarem no mesmo ano da região de litígio, o Brasil reagiu com a implantação da Colônia Militar D. Pedro II na margem do rio Araguari, que os franceses declaravam como limite, o que foi considerado como uma agressão. A  colônia foi instalada em 29 de abril de 1840 pelo capitão e engenheiro José Freire de Andrade.
No ano seguinte, França e Brasil aceitaram então o desmantelamento dos seus fortes, e ambos realizaram um acordo, através de troca de notas (5 de julho – 18 de dezembro de 1841), para a neutralização da região, reconhecendo como território de contestado, declarando-o neutro.
Em 1854 no rio Aprouague, sul da Guiana Francesa, foi descoberto ouro por Felix Couy.Isto despertou interesse do brasileiro Manuel Vicente, que foi ao Pará buscar ajuda e patrocínio do comerciante português Jardim de Lisboa. Nisso, um empregado de Lisboa chamado Paulinho, que havia trabalhado em Ouro Preto, se deslocou para Guiana onde subiu o Aprouague, depois o Arataye, até o riacho Aïcoupaïe. No ano seguinte, Paulinho mostrou ao antigo cônsul francês no Pará, Prosper Chaton, 60 gramas de ouro. Este levou de volta a Couy, a partir daí começa uma intensa migração para esta região se formando o garimpo.
No ano de 1863 um brasileiro chamado Paiva assassinou Couy, sendo logo em seguida sentenciado à morte e executado. A busca do ouro se concentrava no Aprouague, mas se estendia aos rios próximos, assim muitos garimpeiros se instalaram no território contestado, como na vila de Cunani.
Criou-se na região um sistema de capitania, constituído por primeiro e segundo capitães e um brigadeiro. Os capitães falavam em nome dos habitantes e tentavam solucionar os seus problemas, porém não havia uma formalização da estrutura de governo. Esta autoridade se esperava que viesse do governo francês, que, entretanto, não a exercia, nem poderia exercer, em razão do estado de neutralidade do território. Na vila do Espírito Santo foi Eugene Voissien quem representou os interesses franceses, e em Cunani foi Trajano Benitez, escravo fugitivo de Cametá, que foi recebido na vila como delegado francês.
Todas as conversações posteriores à criação do Contestado (1842, 1844, 1855, 1857), para decidir o seu destino fracassaram. Só vingou uma declaração de 1862 sobre a competência comum para julgar os criminosos do território.
Em 1861, Napoleão III da França, propôs aos Estados Unidos, a venda da Guiana Francesa (incluindo a área de litígio com o Amapá) por 8 milhões de dólares, transação recusada por aquele país, em face da Guerra da Secessão, que preferiu a negociação do Alasca, comprado da Rússia em 1867.

### República de Cunani (1886-1891)
|                                                       |  |                                               |
| Primeira bandeira da República de Cunani (1886-1887). |  | Jule Gros, presidente vitalício da república. |

Em 1883, o romancista, jornalista e membro da Sociedade de Geografia Comercial de Paris, Jules Gros, que vivia em Vanves, foi nomeado subsecretário de Estado para o Desenvolvimento Econômico na Guiana Francesa. Ele conheceu Jean Ferréol Guigues, um explorador de Mâcon, que já havia estado na Guiana no início da década de 1880, e lhe disse que havia encontrado minas de ouro. Com um amigo suíço chamado Paul Quartier, Guigues cria uma empresa, da qual Jules Gros vira secretário. Como o negócio havia se tornado bem sucedido, Guigues e Quartier se estabelecem na vila de Cunani, enquanto Gros trabalhava na empresa sediada na França.
Em razão das  questões de soberania sobre o território do contestado, houve rebeliões apoiadas por brasileiros contra o capitão Trajano, nas quais não obtiveram sucesso. Devido essas circunstâncias, Trajano pediu ajuda do governo francês para proteger Cunani, mas não logrou êxito. Com isso, começou a ter problemas com a população local.
Seu tenente era Nunato de Marced, cuja filha havia se casado com Paul Quartier. Ele havia sugerido ao seu cunhado que criasse um novo estado independente sob a proteção francesa. Quartier e Guigues tiveram a ideia, assim, de vender ações em minas de ouro - inexistentes - de Cunani, e fazer uma fortuna. A partir daí os comerciantes proclamam a “République de la Guyane Indépendante”  em  26 de julho de 1886, na vila de Cunani, que na época era habitada somente por 300 pessoas. Nomearam Jules Gros como presidente vitalício e Guigues foi nomeado presidente do Conselho e ministro distrital das obras públicas.
Em 23 de agosto de 1886, Trajano enviou um relatório a Henri Coudreau, que cita:

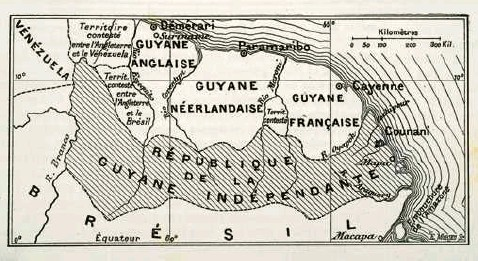
Mapa da extensão da República de Cunani.

| “ | Eu Trajano, Capitão Chefe do rio Cunani, Chefe da Capitania da Guiana Independente, em nome e delegado pelos principais negociantes e pela maioria dos habitantes declaro o que se segue: 1) Organizar no nosso país um governo que será República e reconhecido depois pelas duas potências, a França e o Brasil. 2) O governo em questão já tendo sido declarado e proclamado em mais de 10 reuniões públicas as quais assistiu o Sr. Guigues, explorador. Segue-se que queremos: a) nos reger pelas leis francesas, quer dizer que adotamos o código francês como legislação de nosso país b) que a língua francesa seja a língua governamental c) (…) nosso presidente, o Sr. Jules Gros (…) Nossa república tendo sido declarada (…) pedimos a proteção dos Estados vizinhos. Viva a França Viva a República da Guiana independente (...) | ” |

O governo de Cunani, assim como seus ministérios, funcionava em Paris. Lá, Gros aproveitou para emitir selos, moedas, bandeira, brasão e o lema “liberdade e justiça”. Houve também, a condecoração Ordem da Cavalaria Estrela de Cunani, para premiar os simpáticos à causa. A concessão de tal ordem era vendida, sob a justificativa de arrecadar fundos para a nova república, o que lhe rendeu bons proventos financeiros. Guigues retornou à França, mas sua falta de discrição em relação ao estado fantasma despertou a atenção do governo francês, que apontou o problema da fronteira entre a França e o Brasil e afirmou que ninguém poderia proclamar uma República. Guigues afirmou que Cunani era apenas uma colônia "livre" exigindo a proteção da França. Após os protestos do Brasil, que desafiaram a invasão da França a um território neutro, as autoridades francesas puseram fim à primeira República de Cunani em 2 de setembro de 1887.

Bandeira da Segunda República de Cunani de Gros.

Revoltado com estas observações, Gros decidiu fazer reviver a República e uma das primeiras atitudes foi adotar uma nova bandeira. Em novembro de 1888, Gros e Guigues estavam juntos novamente em Cunani, para receber alguns ingênuos empresários ingleses. Entre eles estava  Alexander McDonald, que junto de Gros fundaram um sindicato que forneceu 99 anos de terras para a extração dos principais recursos.
Graças ao dinheiro do sindicato, Gros e sua família deixaram Paris para Cunani em 8 de julho de 1888, mas rapidamente ficou desapontado, não achando em Cunani o El Dorado que esperava. MacDonald logo percebeu que a França nunca havia reconhecido a República. Gros retornou à França, onde morreu em 1891, pensando que ainda era presidente de uma república.

### Corrida do ouro e o Triunvirato Amapaense (1893-1895)
Dois paraenses naturais de Curuçá, Germano Ribeiro Pinheiro e Firmino descobriram ouro no rio Calçoene em 5 de janeiro de 1893. Nessa época a mesma descoberta foi feita por Clément Tomba (ou Tamba), um dos trabalhadores africanos livres migrados entre 1848 e 1865. A zona aurífera, excepcionalmente rica, era pequena: oito quilômetros de comprimento por três de largura. O ouro era quase todo exportado por Caiena. E era contado como produção da Guiana Francesa. Esta, que vinha se mantendo em torno de 1.500 quilos anuais há vinte anos, pulou em 1894 para cinco toneladas. Com tanta riqueza se concentrando na Guiana, os franceses ocuparam Calçoene.
A primeira reação brasileira à corrida do ouro, segundo o Governo de Caiena, foi ter sido patrocinada por funcionários públicos vindos de Belém e estabelecido em Amapá. Ela ocorreu através do aviso de interdição do acesso na entrada dos principais rios do Contestado: os rios Amapá Grande, Cunani e Calçoene. Em setembro de 1894, um capitão chamado Daniel Ferro instituiu um pedágio de 150 francos para todas as embarcações que subissem o rio Calçoene. Acusado de ser um “bandido insolente” pelo engenheiro Fernand Sursin, retrucou ser ele o proprietário das terras e como tal fazia o que bem entendesse.

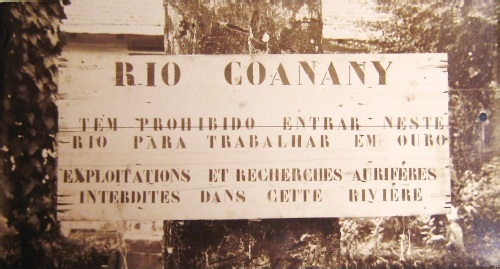
Foto de 1894 da uma placa proibindo a entrada de garimpeiros no rio Cunani. Sursin registrou e levou até o conhecimento do governador da Guiana Francesa.

A questão da interdição do acesso aos garimpeiros franceses e das denúncias feitas por alguns deles em Caiena assumiu contornos de confronto entre estados e populações nacionais. Mas, na perspectiva francesa esta não seria somente uma questão de disputa territorial em uma região sem soberania definida. O que passou a ser discursado nas tribunas caienenses era um hipotético confronto da “civilização contra a barbárie”, como dizia o governador francês.
O capitão no Amapá, Eugéne Voissien, barrou a entrada dos brasileiros às minas. Isso provocou um atrito com a população da vila que era majoritariamente brasileira, franqueando o direito apenas aos crioulos de Caiena. Em 26 de dezembro de 1894, os amaparinos liderados por Desidério Antônio Coelho, se mobilizaram para constituir uma Assembleia Geral do Cunani onde decidiram cassar os direitos do representante francês. Com Voissien deposto, Desidério fez uma sugestão para formação de uma junta governativa, após ter sido escolhido no dia 10 do mesmo mês para ser o líder de um governo independente em Amapá, recomendou uma nova reunião para que a administração passasse a ser exercido através do Triunvirato Amapaense, que ficou composto por Manuel Gonçalves Tocantins, cônego Domingos Maltez e o próprio Desidério. No dia 27 de dezembro de 1894 é criado o Exército Defensor do Amapá liderado por Francisco Xavier da Veiga Cabral, totalizando quatro batalhões, para tentar garantir a ordem no local. No dia 19 de fevereiro de 1895 cônego Maltez deixa a presidência do Triunvirato e Cabralzinho assume em seu lugar.

### Intrusão Francesa no Amapá (1895)
Em 1º de abril de 1895 o empresário Daniel Casey, que estava à frente da missão paramilitar denominada “Missão Casey”, saiu de Caiena na canhoneira Bengali em direção à vila de Amapá com o intuito de procurar respostas às barragens feitas aos franceses no Contestado, pois infringia a liberdade de circulação garantida pela convenção de 1862. No dia 3 de abril, Casey desembarcou com dois oficiais, onde foram acompanhados por um grupo de doze moradores ao professor Lopez Pereira, que na ausência de Cabralzinho, cumpria a função de autoridade civil. Após ser questionado, Lopez afirmou que através de uma lei feita por eles, sancionada pelo governo brasileiro e promulgada pelo Jornal do Pará, os franceses não poderiam navegar nos rios nem desembarcar nas margens porque as terras pertenceriam aos primeiros ocupantes. Casey solicitou um documento confirmando a oficialidade da lei, mas nenhum lhe foi apresentado, assim retornaram para Caiena.

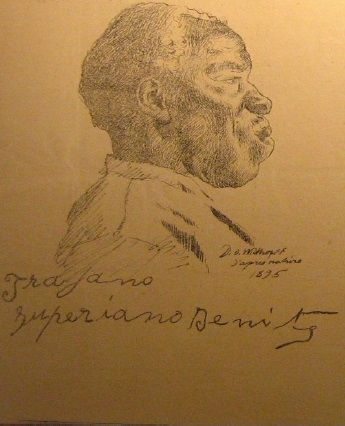
Caricatura de Trajano Benitez, 1895.

A presença militar francesa no Amapá causou desconforto entre a população, e após o retorno de Cabralzinho vindo de Belém, seu grupo resolveu retaliar a ação, investindo contra os brasileiros defensores do interesse francês no Contestado. Uma das primeiras providências tomadas por Cabralzinho a frente do Triunvirato foi atender a uma carta assinada pela população de Cunani relatando as atitudes de Trajano no local, que hasteava a bandeira francesa e perseguia os mineiros brasileiros. Sem procurar instaurar qualquer inquérito, Cabral enviou uma guarnição a Cunani para mandar intimar e prender Trajano. Foi encarregado da missão o major Félix Antônio de Souza, que levou consigo uma proclamação oficial aos brasileiros daquele distrito em maio de 1895.

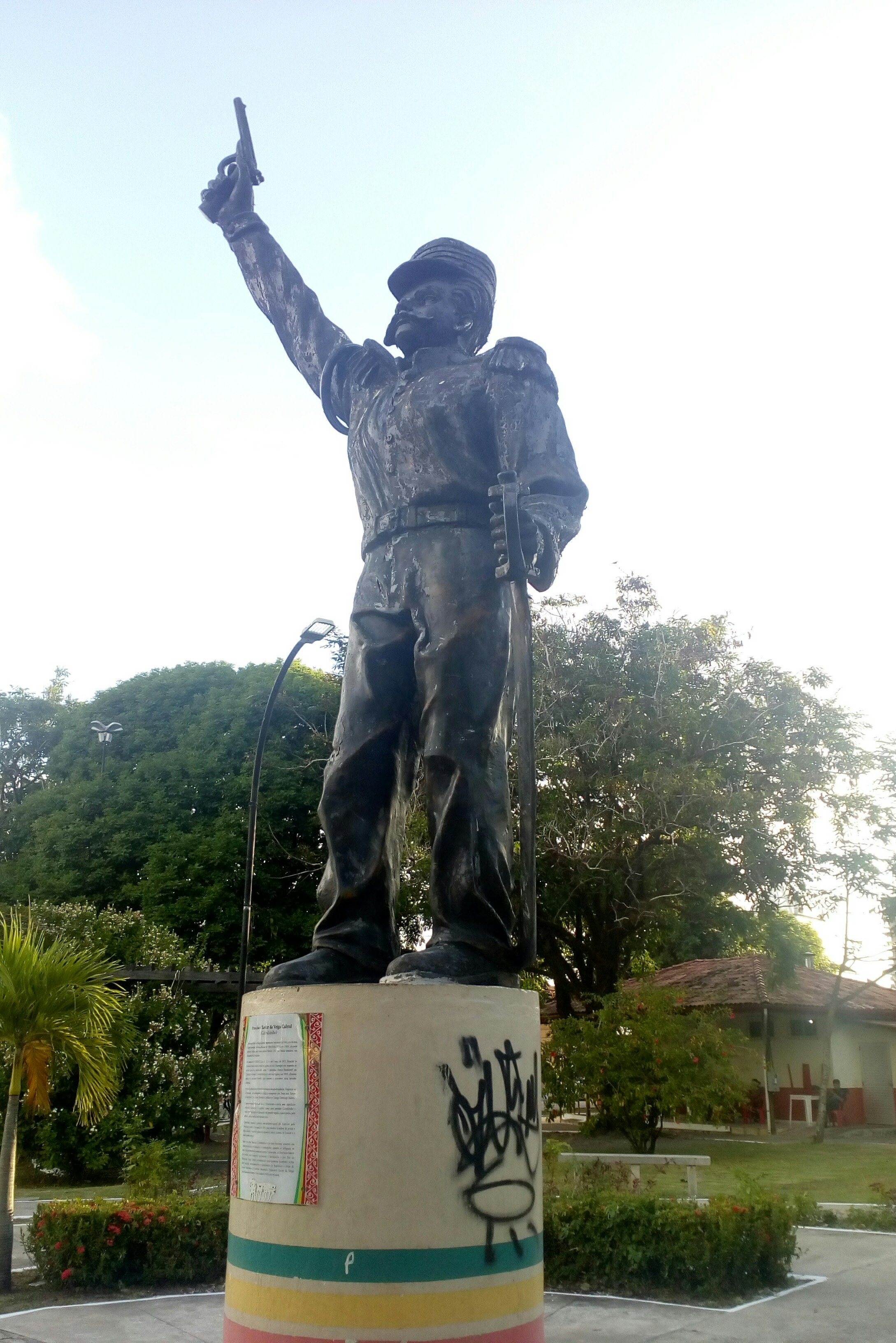
Monumento Cabralzinho no Centro histórico de Macapá. O apelido diminutivo foi dado a Veiga Cabral devido a sua baixa estatura.

Trajano foi preso, castigado e conduzido até a sede administrativa de Amapá. Na falta de uma cadeia, ele havia sido posto a ferros na rua e solto dias depois por ordem de Cabral, sob a condição de que não deixasse a vila. Sua prisão provocou uma reação imediata por parte da Guiana Francesa, onde o governador Mr. Charvein ordenou que o capitão Lunier chefiasse um destacamento com cerca de 60 homens da marinha para prender Cabralzinho e libertar Trajano. Porém, os franceses não tinham competência para interferir no território do Contestado, que seria função do Ministério dos Assuntos Exteriores ao invés da Marinha e das Colônias. O destacamento não deveria utilizar a força, senão em caso de absoluta necessidade e não empregá-la nunca em face de tropas do Exército Brasileiro; cada soldado levaria 120 cartuchos de fuzil, deixando 80 em reserva na canhoneira.
No dia 15 de maio de 1895, os franceses novamente desembarcaram na vila de Amapá. O que era para ser uma operação policial acabou se tornando num conflito armado, resultando em quarenta brasileiros mortos entre civis e militares, e do lado francês foram seis mortos. Devido às versões controversas sobre a morte do capitão Lunier, o próprio Cabralzinho relata nos jornais da época que o desarmou e matou, enquanto que a população amaparina atribui a morte ao Félix Antônio de Souza. Após discussões e troca de tiros, a tropa de Cabralzinho fica sem munição, refugiando-se na mata. O conflito demorou menos de duas horas, e os franceses fugiram na canhoneira, pois a maré estava baixa e seu navio poderia ficar encalhado, devido casco muito fundo. Levaram consigo três prisioneiros de guerra, que seria uma das metas de seu plano de resgate.

### Questão do Amapá (1895-1901)

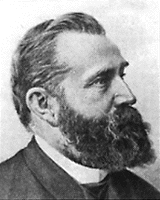
Walter Hauser foi Presidente da Confederação suíça em 1892.

A repercussão dos acontecimentos ocorridos no Amapá foi de grande valia no cenário da imprensa internacional. No Brasil os jornais se movimentaram com protestos contra as pretensões do governador de Caiena, Mr. Charvein, em querer fuzilar os brasileiros levados como prisioneiros e colocar como prêmio de um milhão de francos a captura de Cabralzinho. Em 24 de setembro de 1895, Chavein foi demitido pelo governo da França e substituído por Mr. Lamothe, que recebeu autorização para devolver, imediatamente, as bandeiras brasileiras e os prisioneiros encarcerados, para partirem no primeiro navio a sair de Caiena.
Depois da proclamação da República em 1889, o Brasil tratou de solucionar as demarcações do território nacional com os países vizinhos. Após as notícias repercussivas, a França aceita a proposta brasileira de uma arbitragem internacional para resolver o litígio. O termo de compromisso foi assinado em 10 de abril de 1897 no Rio de Janeiro, e determinava como tribunal arbitral a Suíça, país de origem do cientista Emílio Goeldi que sempre apoiou o Brasil.

A arbitragem internacional consistia na criação de um tribunal formado por árbitros de vários Estados, escolhidos pelos litigantes. Normalmente, composto por três membros: dois deles de uma nacionalidade de cada uma das partes envolvidas, e um terceiro escolhido de comum acordo pelas partes, de nacionalidade diferente. O árbitro escolhido foi o Presidente da Confederação suíça Walter Hauser.
|                  |  |             |
| Paranhos Júnior. |  | Paul Vidal. |

O barão do Rio Branco, vitorioso dois anos antes na Questão de Palmas sobre os limites com a Argentina, foi escolhido em 1898 para defender a posição brasileira perante o conselho, e vinha estudando a questão do Amapá desde 1895. Ele contou com a assessoria de Goeldi através dos relatórios feitos nas expedições realizadas no Contestado, e das obras do barão de Marajó. O Instituto Histórico e Geográfico Brasileiro organizou uma missão que foi fundamental para a elaboração das provas documentais que validassem os direitos do Brasil sobre a área em litígio enviando o geógrafo Joaquim Caetano da Silva à Europa, que pesquisou durante dez anos em arquivos franceses e holandeses para escrever o L’Oyapoque et L'Amazone, publicado em 1861, se tornando a base argumentativa brasileira diante do tribunal de Berna. Esta obra foi inclusa na primeira memória junta com alguns anexos, redigida em Paris e entregue ao presidente da Confederação em 5 de abril de 1899.

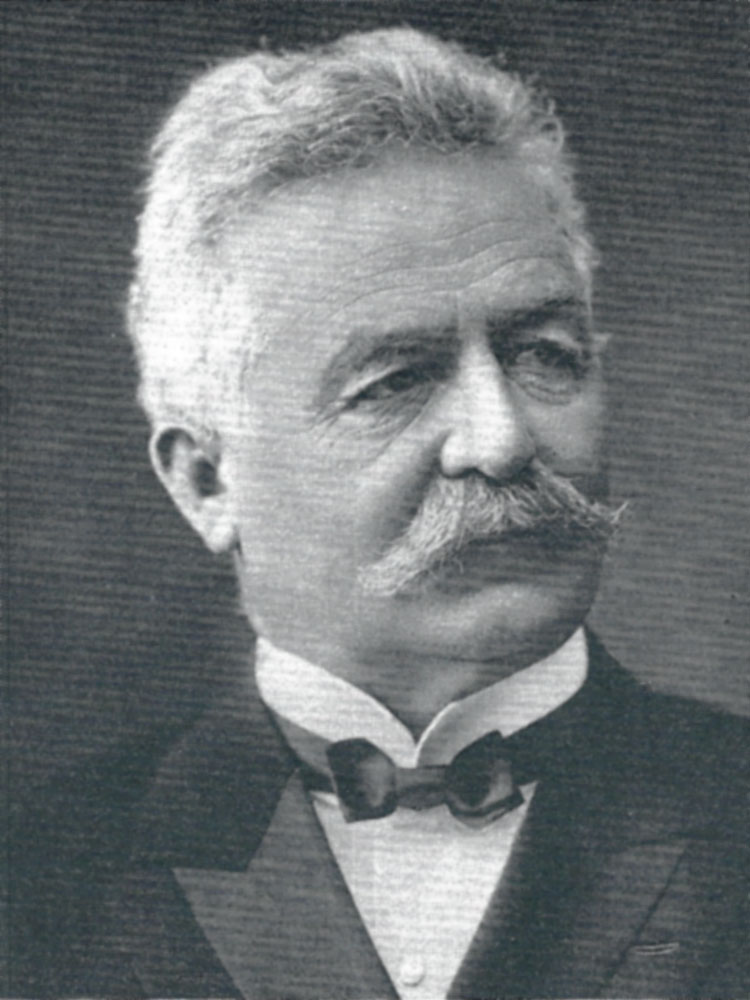
Edouard Müller foi eleito para o Conselho Federal suíço em 1895.

O geógrafo Paul Vidal de la Blanche defendeu os interesses franceses, com base em sua obra Le contéste franco-brésilien em Guyana de 1898. A defesa teve o suporte de duas obras A França Equinocial, de Henri Coudreau, e La nouvelle Géographie Universalle, de Elisée Reclus. Vidal alinhou argumentos à tese de haver uma confusão, que se tratava da posição do rio Pizón, estabelecido como fronteira pelo Tratado de Utrecht. Enquanto isso, barão do Rio Branco apressou-se em demonstrar a ocupação portuguesa do rio Oiapoque desde o período da França Equinocial do século XVII, alegando uti possidetis. Reunindo conhecimentos histórico, geográfico e jurídico, Paranhos Junior entregou a sua segunda defesa em 5 de dezembro com uma farta documentação. O coronel Edouard Müller recebeu a incumbência de, como jurisconsulto, examinar a documentação apresentada pelas partes litigantes. E após analisar, o conselho dirigido pelo presidente Hauser declarou em 1º de dezembro de 1900 causa ganha ao Brasil, que incorporou 260 mil km² ao seu território. No mesmo dia o conselheiro Gustavo Graffina, diretor da Secretaria Política e de Negócios Estrangeiros da Federação Helvética, visitou o barão do Rio Branco em sua residência na vila Trautheim entregando dois volumes do laudo arbitral redigidos por Müller. Num artigo publicado pelo New York Times em 16 de dezembro de 1900, intitulado The Franco-Brazilian Boundary Dispute, o professor John Bassett Moore procurou interpretar a decisão final relacionando-a ao futuro do continente americano, ressaltando a Doutrina Monroe, devido ao contesto do Imperialismo europeu.

## Da proclamação da República aos nossos dias

Mapa político do Brasil, com o Contestado já anexado ao Estado do Pará no início do século XX.

Em 21 de janeiro de 1901, após o laudo favorável de Berna e à brilhante defesa da diplomacia do Barão do Rio Branco, a Comissão de Arbitragem em Genebra, na Suíça, concedeu a posse do território disputado ao Brasil. O governo brasileiro procurou organizar a região, criando uma entidade administrativa com o nome de "Território de Aricari". A incorporação ao Estado do Pará de todo o Território de Aricari (ou Montenegro) se deu ainda no ano de 1901.
Em plena Segunda Guerra Mundial, visando fatores estratégicos e de desenvolvimento econômico, a região foi desmembrada do estado do Pará pelo Decreto-lei n° 5.812, de 13 de setembro de 1943, constituindo o Território Federal do Amapá.
A descoberta de ricas jazidas de manganês na Serra do Navio, em 1945, revolucionou a economia local.
Com a promulgação da Constituição brasileira de 1988, a 5 de Outubro, o Amapá foi elevado à categoria de Estado.

### Guerra da Lagosta
Em 1961, o então presidente da república brasileira, Jânio da Silva Quadros, preparou um plano secreto para a invasão e consequente anexação brasileira da Guiana Francesa. A operação chegou a entrar em fase de treinamento militar, mas foi abortada pela inesperada renúncia de Quadros.